# HD 169938
HD 169938，又名CD-2613192，SAO 186843、HR 6914，是一颗恒星，视星等为6.27，位于銀經6.47，銀緯-7.15，其B1900.0坐标为赤經18h 21m 51.7s，赤緯-26° -7.15′ 1″。